# United Technologies Corporation
A United Technologies Corporation (UTC) (NYSE: UTX) é um conglomerado multinacional americano sediado em Hartford, Connecticut. A empresa pesquisa, desenvolve e manufatura produtos de alta tecnologia em diversas áreas, incluindo motores de aviação, helicópteros, aquecimento e resfriamento, células combustíveis, elevadores e escadas rolantes, equipamentos de segurança contra incêndios, sistemas de construção e produtos industriais. A UTC também produz equipamentos militares, como sistemas de mísseis e helicópteros militares, entre eles o UH-60 Black Hawk. Em 2005 a empresa recebeu mais de cinco bilhões de dólares em contratos militares. Louis R. Chênevert é seu atual CEO. A United Technologies Corporation é uma das únicas empresas que mantém suas ações no Dow Jones Industrial Average.